# Hodaie
Hodaie – wieś w Rumunii, w okręgu Kluż, w gminie Cătina. W 2011 roku liczyła 106 mieszkańców.